# Peter O’Neill

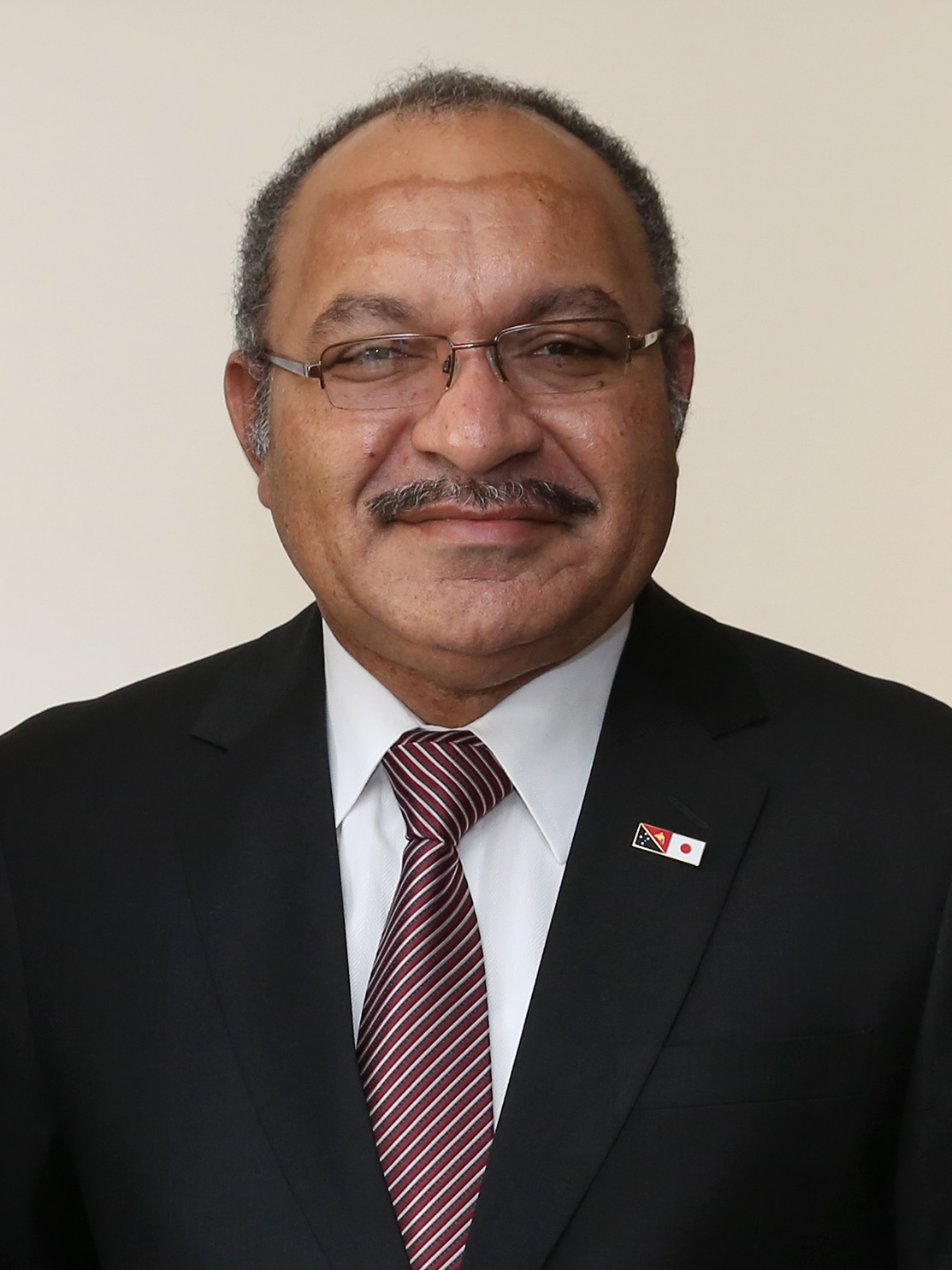
Peter O’Neill (2015)

Peter O’Neill (* 13. Februar 1965 in Pangia District, Southern Highlands Province) ist ein papua-neuguineischer Politiker und war von 2011 bis 2019 Premierminister von Papua-Neuguinea.

## Leben
Peter O’Neill ist der Sohn eines australischen Vaters und einer papua-neuguineischen Mutter. Aufgewachsen in der Southern-Highlands-Provinz, schloss er sein 1982 an der Universität von Papua-Neuguinea begonnenes Studium mit dem Bachelor in Buchführung und Handel ab. Er arbeitete als Wirtschaftsprüfer und Leiter mehrerer Unternehmen.

## Politik
O’Neill gehörte der People’s National Congress Party an und wurde 2002 und 2007 für den Wahlkreis Ilaibu-Pangia ins Parlament von Papua-Neuguinea gewählt. Er wurde Minister für Arbeit und industrielle Beziehungen im Kabinett von Michael Somare, von 2003 bis 2004 war er Minister für den öffentlichen Dienst. Nach dem Ausscheiden aus der Regierung war er von 2004 bis 2007 Führer der Opposition. 2007 wurde er erneut Minister für den öffentlichen Dienst und ab 2010 auch Finanzminister. Nachdem sich Premierminister Michael Somare im April 2011 zur medizinischen Behandlung in ein Krankenhaus nach Singapur begab, bildete der als Regierungschef amtierende Vizepremier Sam Abal das Kabinett um. O’Neill wurde zum Verkehrsminister ernannt. Am 2. August 2011 erklärte das Parlament das Amt des Premierministers als vakant und wählte Peter O’Neill mit 70 zu 24 Stimmen zum neuen Premierminister.
Aufgrund zunehmender Kritik durch die Opposition und schwindender Unterstützung aus der eigenen Partei trat O’Neill am 29. Mai 2019 als Premierminister zurück. Am Tag darauf wählte das Nationalparlament den früheren Finanzminister James Marape zum Nachfolger.